# Toy-Box
Toy-Box foi uma banda dinamarquesa de bubblegum dance formada por Anila Mirza e Amir El-Falaki no ano de 1996. A banda é muito conhecida pelo seu single de 1998 "Tarzan and Jane" do primeiro álbum de estréia FanTastic, aonde foi sucesso no mundo todo. O grupo é bastante comparado com o grupo do mesmo país "Aqua" por muito semelhanças entre eles.
Amir está trabalhando como professor de dança, coreógrafo de videoclipes e treinador do time de torcida do F. C. Copenhague. Anila mudou de nome para Aneela e começou uma carreira solo, com pouco sucesso. Quando lhe perguntaram sobre uma nova realização do Toy Box, ela disse: "Eu não sei, tudo é possível!"

## Discografia

### Álbuns
- Fantastic, (1999)

Faixas:
| #   | Título                    | Duração |
| --- | ------------------------- | ------- |
| 1.  | Toy-Box Pictures Presents | 0:38    |
| 2.  | The Sailor Song           | 3:04    |
| 3.  | Best Friend*              | 3:28    |
| 4.  | Tarzan and Jane*          | 3:04    |
| 5.  | E.T.                      | 3:40    |
| 6.  | Teddy Bear*               | 4:14    |
| 7.  | Super-Duper-Man*          | 3:17    |
| 8.  | I Believe In You          | 3:29    |
| 9.  | Earth, Wind, Water & Fire | 3:36    |
| 10. | What About                | 3:40    |
| 11. | Eenie, Meenie, Miney, Mo  | 3:17    |
| 12. | A Thing Called Love       | 3:16    |
| 13. | Sayonara (Goodbye)        | 3:25    |

(As músicas marcadas com um * são singles.)
- Toy-Ride, (2001)

Faixas:
| #   | Título           |
| --- | ---------------- |
| 1.  | Superstar*       |
| 2.  | Russian Lullaby  |
| 3.  | WWW.Girl*        |
| 4.  | 007              |
| 5.  | Cowboy Joe       |
| 6.  | Dumm-Diggy-Dumm  |
| 7.  | Wizard of Oz     |
| 8.  | Divided          |
| 9.  | Prince of Arabia |
| 10. | S.O.S.           |
| 11. | No Sleep         |
| 12. | Finally          |

(As músicas marcadas com um * são singles.)
Semelhanças entre Toy-Box e Aqua
1. Toy-Box' o álbum de s primeiro tem uma edição limitada do Natal como Aqua' álbum ' de s; Aquarium'
2. Toy-Box' Tarzan & Jane' é uma paródia dos desenhos animados como Aqua' na música Barbie Girl'
3. Toy-Box' os vídeos de Toon têm uma introdução da fanfarra como Aqua' vídeo clip
4. Toy-Box' liberou dois álbuns (Fantastic e Toy Ride), apenas como o Aqua (Aquarium, Aquarius)
5. Toy-Box' é de Copenhagem, Dinamarca, assim como Aqua.
6. Toy-Box' liberou um lado-b, So Merry Christmas Everyone, O Aqua liberou ' Didn' t I'
7. Toy-Box' a vocalista Anila Mirza foi como na Banda Aqua que tinha Lene Nystrøm Rasted
8. Toy-Box' é caracterizada em uma canção Et lys I mørket como o Aqua em ' En dråbe' de Selv;
9. Toy-Box' Anila canta com uma voz fina e o Amir com uma voz áspera escura, como Aqua com Lene e Rene.
10. Toy-Box' a canção oficial como última de é ' Sayonara (adeus) '. Aqua' a última canção oficial de s (antes de sua reunião) era Goodbye To The Circus.
11. Toy-Box' Anila e Lene(Aqua) teve ambas os estilos de cabelo loucos.
12. Toy-Box' o seu primeiro álbum foi bem mais popular que seu segundo, como foi com Aqua.